# Culto del cargo
Il culto del cargo è un culto di tipo millenarista sincretico apparso in alcune società tribali melanesiane in seguito all'incontro con popolazioni occidentali. Originatisi dall'osservazione delle navi e dei traffici europei, i diversi culti del cargo hanno in comune la fede nell'avvento di navi o aerei da trasporto (in inglese cargo, da cui il nome di questi movimenti religiosi) carichi di beni destinati agli indigeni.
I credenti del culto ritengono che la consegna dei beni sia disposta per loro da parte di un ente divino. Il culto del cargo si è sviluppato principalmente in alcuni angoli remoti della Nuova Guinea e in altre società tribali della Melanesia e della Micronesia in concomitanza con l'arrivo delle prime navi esploratrici occidentali del XIX secolo. Culti simili sono però apparsi anche in altre parti del mondo.
Il culto del cargo ha avuto la sua maggiore diffusione in seguito alla seconda guerra mondiale, quando le tribù indigene dei luoghi interessati ebbero modo di osservare le navi giapponesi e statunitensi che trasportavano grandi quantità di merci. Alla fine della guerra le basi militari dell'Oceano Pacifico furono chiuse e di conseguenza cessò il rifornimento di merci. Per attrarre nuovamente le navi e invocare nuove consegne di merci, i credenti del culto del cargo istituirono rituali e pratiche religiose, come la riproduzione grossolana di piste di atterraggio, aeroplani e radio e l'imitazione del comportamento osservato presso il personale militare che aveva operato sul luogo.
Durante la seconda metà del Novecento il culto del cargo è diminuito fino a scomparire quasi del tutto. Sull'isola di Tanna, nella Repubblica di Vanuatu, sopravvive ancora il culto di Jon Frum, uno dei più conosciuti, che nacque prima della guerra e divenne in seguito un culto del cargo. Sulla stessa isola è vivo il Movimento del Principe Filippo, che ha come oggetto la figura di Filippo di Edimburgo, defunto marito di Elisabetta II, defunta regina del Regno Unito.

## Storia
I resoconti sul culto del cargo solitamente iniziarono riferendosi ad una serie di movimenti presentatisi verso la fine del XIX secolo e i primi decenni del XX secolo. Il primo culto del cargo conosciuto è stato il Movimento Tuka Tuka, iniziato nelle isole Figi nel 1885. Altri tra i primi movimenti si sono presentati in Papua Nuova Guinea, incluso il Culto Taro nella Papua settentrionale, e la Pazzia dei Vailala documentata da F. E. Williams, uno dei primi antropologi ad operare in Papua Nuova Guinea.
Il periodo classico di attività del culto del cargo, ad ogni modo, è stato negli anni durante e dopo la Seconda guerra mondiale. La vasta quantità di materiale di guerra che fu paracadutata sopra quelle isole durante la campagna del Pacifico avvenuta contro l'Impero del Giappone significò infatti un drastico cambiamento dello stile di vita degli isolani. Prodotti industriali come vestiti, cibo in scatola, tende, armi ed altri beni di utilità arrivarono in grandi quantità per rifornire i soldati e anche gli isolani che erano le loro guide ed ospiti. Alla fine della guerra le basi aeree furono abbandonate, e i cargo non furono più paracadutati.
Per far sì che i carichi di beni tornassero ad essere paracadutati o anche portati per via aerea o per mare, gli isolani talvolta iniziarono ad imitare i comportamenti che avevano visto assumere dai militari occidentali. Fabbricarono quindi cuffie audio di legno indossandole seduti dentro a finte torri di controllo da loro costruite; iniziarono a mimare i segnali di atterraggio aerei in mezzo alle piste e ad accendere segnali di fuoco e torce per illuminare le piste di atterraggio e i fari di posizione. I cultisti pensavano che gli stranieri avessero una speciale connessione diretta con i loro antenati, che secondo loro erano gli unici esseri ad avere il potere sufficiente a produrre le ricchezze dei cargo.
In una sorta di magia simpatetica e imitativa, molti di loro costruirono, con i mezzi a loro disposizione, riproduzioni a grandezza naturale di aeroplani e nuove piste di atterraggio simili a quelle occidentali, nella speranza che questo avrebbe attirato molti più aeroplani pieni di "cargo". Ovviamente, queste pratiche non portarono al ritorno degli aeroplani semidivini, pieni di tutti quei meravigliosi carichi che venivano paracadutati durante il conflitto, ma finirono comunque per sradicare ogni altra pratica religiosa locale esistente prima della guerra.
Un caso più recente di questo tipo di comportamento si ebbe nel 1979, quando la nave taiwanese Lunchaun, che trasportava un grosso carico di componenti elettrici, si rovesciò nel Pacifico vicino alla Polinesia. Gran parte del carico rovesciato venne saccheggiata dagli isolani locali che ricavarono – dai detriti recuperati – oggetti, alcuni di uso pratico e altri di uso rituale. Interessante notare che molti di questi appaiono essere stati pensati come semplici ma potenti elettromagneti, i quali, per semplice fortuna o per sperimentazione, sembrano aver funzionato più o meno bene.
Alla fine questi culti sono svaniti, ma il termine è rimasto in uso nella lingua corrente per indicare un gruppo di persone che imitano l'aspetto estetico superficiale di un processo o sistema senza averne la comprensione delle meccaniche profonde.

## Altra casistica di culto del cargo
Un culto simile, la danza degli spiriti, si è presentato dal contatto tra le due civiltà dei Nativi americani e degli anglo-americani alla fine del XIX secolo. Il profeta Wovoka della tribù dei Paiute predicava che danzando in un certo modo gli antenati sarebbero tornati per mezzo della ferrovia e che una nuova terra avrebbe coperto la gente bianca.
Una religione descritta come "culto del cargo" si sviluppò durante la guerra del Vietnam tra alcuni appartenenti al popolo Hmong dell'Asia Sudorientale. Il nucleo del loro credo era che la seconda venuta di Gesù Cristo fosse imminente, solo che questa volta sarebbe arrivato indossando una tuta mimetica e guidando una jeep militare, per portarli via nella terra promessa. Le origini sono sconosciute, ma si può supporre che sia stato estratto dalle immagini del nuovo potere che apparve loro in quel periodo, in forma di militari statunitensi e di missionari cristiani occidentali.
Alcuni Indios dell'Amazzonia hanno scolpito imitazioni in legno di registratori di audiocassette (gabarora, dal portoghese gravadora o dallo spagnolo grabadora) che usano per comunicare con gli spiriti.

## Analogie nella cultura moderna
Il termine "culto del cargo" è stato usato come analogia per descrivere certi fenomeni nel Primo mondo, in particolare nel mondo degli affari.
Dopo ogni successo commerciale, sia esso un nuovo modello di automobile, un aspirapolvere o un film, compaiono solitamente degli imitatori che producono copie superficiali dell'originale ma prive della sostanza del modello a cui si ispirano.
Il termine è in uso anche nel mondo dell'ingegneria del software, dove con cargo cult programming si indica la pratica di includere nel software pezzi di codice copiati da altre fonti senza averne compreso l'effettivo funzionamento.

### Cargo Cult Science
Il tema è stato anche il soggetto di un famosissimo discorso tenuto dal fisico e premio Nobel statunitense Richard Feynman all'apertura dell'anno accademico 1974-75 del California Institute of Technology. Feynman usò l'esempio dei "cargo cult" per discutere di pseudoscienze e di metodo scientifico: ancora oggi il discorso è considerato uno dei più chiari e appassionanti appelli ai valori dell'integrità scientifica nella ricerca applicata.